# 互通功能
互通功能（Inter-working Function、簡稱：IWF），全名為以太网多业务互通（Ethernet multi-service interworking）。是指在公共交换电话网中，通过MPLS PW链接不同介质AC（Attachment Circuit）链路（二层）的功能。例如，用MPLS PW链接ATM AC和Ethernet AC。
在MPLS论坛(IP/MPLS Forum)2006年输出的《Multi-Service Interworking》文档（论坛文档号MFAForum12.0.0）中有对该功能的定义和各类场景的详细描述。
大致场景包括以下三类：
1. ATM or FR or PPP to Ethernet
2. ATM to FR
3. ATM or FR to PPP

在不同的应用场景下，PW两侧的PE要做的报文封装工作（除PW/MPLS封装以外）及对应的标准（RFC文档）各有不同，现列举如下：
```
       AC-1          PE-1          PE-2           AC-2
   1  Ethernet      N/A           
RFC 2684
-B    ATM
   2  Ethernet      N/A           
RFC 2427
-B    FR
   3  Ethernet      N/A           
RFC 2878
      PPP/HDLC
   4  FR            
RFC 2427
-B   
RFC 2684
-B    ATM
   5  FR            
RFC 2427
-B   
RFC 2878
      PPP/HDLC
   6  ATM           
RFC 2684
-B   
RFC 2878
      PPP/HDLC
```